# Ліпко Петро Іванович
Петро Іванович Ліпко (*3 грудня старого стилю (16 грудня нового стилю) 1876, Бірюч, Воронізька губернія — †березень 1930) — генерал-хорунжий Армії УНР.
Відповідно до українського законодавства є борцем за незалежність України у XX столітті.

## Життєпис
Народився 3 грудня 1876 року у козацькому містечку Бірюч на Воронежчині. Походив із родини вихідців з села Браниця Бобровицького району Чернігівської області.

### Навчання

Українська делегація на переговорах з поляками у Львові 31 липня 1919 року.
Сидять зліва направо: Роман Гузар, Петро Левчук, Петро Ліпко, Семен Магаляс, Петро Мшанецький;
стоять зліва направо: 2-й — Василь Руцький, 4-й — Остап Луцький.

Уряд Директорії та вище командування Армії УНР після наради в Ялтушкові, 7.11.1920 р.
Перший ряд: Іван Омелянович-Павленко (1), Симон Петлюра (2), Михайло Омелянович-Павленко (3), Гаврило Базильський (4).
Другий ряд: Андрій Лівицький (5), Олександр Саліковський (6).
Третій ряд: Євген Архипенко (7), Олександр Удовиченко (8), Олексій Галкин (9), Олександр Загродський (10), Пінхас Красний (11), Марко Безручко (12), Андрій Долуд (13), Петро Ліпко (14), Андрій Гулий-Гуленко (15), Сергій Тимошенко (16)

Навчався у Воронезькій учительській семінарії, проте згодом обрав військову кар'єру.
З 1899 року навчався у Тифліському піхотному юнкерському училищі. У 1911 — в академії Генштабу.

### Служба в російській армії
Несе службу офіцером 3-го запасного стрілецького батальйону, 108-го піхотного Саратовського полку, а згодом 17-го піхотного Архангельського полку, який дислокувався у Житомирі.
Бере участь у російсько-японській війні командиром стрілецької роти.
Під час Першої світової війни обіймає посаду начальника штабу 43-ї піхотної дивізії Південно-Західного фронту.

### На службі Україні
В 1917 брав участь в українізації російських військових частин. З грудня 1917 командир 10-го українізованого корпусу на Румунському фронті. У 1918 старшина Армії УНР, служить у штабі 1-го Волинського корпусу. У 1918 за Гетьманату командує 2-ю пішою дивізією, яка знаходилась у Рівному.
За часів Директорії з січня 1919 року начальник штабу Чернігівської групи Армії УНР, а з лютого — начальник розвідувального управління Генштабу. У липні 1919 голова військової місії, яка проводила переговори з Польщею щодо спільних дій проти більшовицької Росії.
З травня 1920 начальник штабу Армії УНР. Звільнений із посади за власним бажанням у березні 1921 року.
5 жовтня 1920 року підвищений до звання Генерал-хорунжий.

### На еміграції
З листопада 1920 року перебуває серед інтернованих частин української армії у таборах Польщі. Після 1921 виїхав до СРСР..

Полковник Петро Ліпко в однострої гетьманського взірця, Житомир, літо 1918 року

### Виїзд до СРСР
Через нестачу коштів Петро Ліпко дуже бідував, але нічого не міг подіяти. Тоді спробував відшукати знайомих у Москві, з якими навчався в Імператорській Миколаївській військовій академії і яких радянська влада залишила на службі, зокрема і в Військовій академії Робітничо-селянської Червоної армії.
Але сподівання, що вони допоможуть влаштуватися на викладацьку роботу, були марними. На заваді була його служба в петлюрівській армії.
Проживав у Носівці Ніжинського округу. Працював землеміром при окружному земельному відділі. 26 січня 1930 року його житло обшукали. Серед різних особистих документів чекісти відшукали рукописний лист письменнику Максиму Горькому на чотирьох сторінках. Це було відверте, різке, гнівне і публіцистичне послання до Горького у відповідь на статтю того в газетах «Правда» й «Известия» під заголовком «Механічним громадянам» СРСР". Петра Ліпка заарештували. 27 лютого 1930 року Судова Трійка при Колегії ГПУ УСРР винесла вирок: «Ліпка Петра Івановича розстріляти».
У березні 1930 р. вирок був виконаний.
У серпні 1989 року Чернігівська прокуратура винесла рішення про реабілітацію Петра Ліпка.